# Wilhelm von Bandemer
Wilhelm Rudolf Hans von Bandemer (* 17. September 1861 auf Gut Weitenhagen, Landkreis Stolp, Pommern; † 29. Dezember 1914 in Berlin) war preußischer Gutsbesitzer und Politiker.

## Familie
Er entstammte dem pommerschen Uradelsgeschlecht von Bandemer und war der Sohn von Alfred von Bandemer (1821–1891), Gutsherr auf Weitenhagen u. Kgl. preußischer Referendar a. D., und der Malvine von Puttkamer a.d.H. Versin (1833–1888), Cousine der Fürstin Johanna von Bismarck geb. von Puttkamer a.d.H. Versin.
Der Kgl. preuß. Rittmeister Wilhelm von Bandemer heiratete am 5. Juni 1889 auf Gut Plauth (Landkreis Rosenberg, Westpreußen) Eugenie von Puttkamer a.d.H. Plauth (* 26. März 1867 auf Gut Klein-Gansen (heute Ortsteil von Kołczygłowy), Pommern; † 5. August 1947 in Hoyersmühlen bei Ostenholz, Samtgemeinde Schwarmstedt, Niedersachsen), die Tochter des Reichstagsabgeordneten  Bernhard von Puttkamer, Gutsherr auf Dampen, Plauth und Gallnau, und der Marie von Zitzewitz a.d.H. Langeböse.
Das Paar hatte folgende Kinder:
- Malwine (* 1890)
- Irene (* 1895)
- Dorothea (* 1900)
- Wera (* 1904)
- Rüdiger (* 1906)
- Ina (* 1907)

## Leben
Bandemer war königlich preußischer Rittmeister der Landwehr-Kavallerie a. D. und Gutsherr auf Weitenhagen. Er war außerdem seit 1902 Ehrenritter des Johanniterordens und Mitglied des Preußischen Herrenhauses.